# L'Heure du crime (film, 2010)
Pour les articles homonymes, voir L'Heure du crime.
Pour plus de détails, voir Fiche technique et Distribution.
L'Heure du crime (titre original : La doppia ora) est un film italien réalisé par Giuseppe Capotondi, sorti le 4 août 2010.

## Fiche technique
- Titre français : L'Heure du crime
- Titre original : La doppia ora
- Réalisation : Giuseppe Capotondi
- Scénario : Alessandro Fabbri, Ludovica Rampoldi et Stefano Sardo
- Photographie : Tat Radcliffe
- Montage : Guido Notari et Silvia Moraes
- Musique : Pasquale Catalano
- Son : Alessandro Zanon
- Décors : Totoi Santoro
- Costumes : Roberto Chiocchi
- Production : Francesca Cima et Nicola Giuliano
- Société de distribution : Bellissima Films
- Pays d'origine :  Italie
- Langue : italien
- Genre : Film dramatique, Film policier, Thriller
- Durée : 95 minutes (1 h 35)
- Dates de sorties : 
  -  Italie : 4 août 2010

## Distribution
- Antonia Truppo : Margherita
- Fausto Russo Alesi : Bruno
- Filippo Timi : Guido
- Gaetano Bruno : Riccardo
- Kseniya Rappoport ( VF: Macha Petina ): Sonia
- Michele Di Mauro : Dante
- Lucia Poli : Marisa